# Auberge du Roy d'Espagne (Genappe)
Pour les articles homonymes, voir Auberge du Roy d'Espagne.
L'auberge du Roy d'Espagne est une ancienne auberge située à Genappe en Belgique connue pour avoir vu passer en  1792, le futur Louis XVIII, frère de Louis XVI, avoir hébergé le duc de Wellington et le prince Jérôme Bonaparte ainsi que pour avoir vu mourir le général français Guillaume Philibert Duhesme le 20 juin, surlendemain de la bataille de Waterloo.
C'est dans cette auberge que Blücher se fit remettre l'épée, la longue-vue, les décorations et le chapeau de l'Empereur Napoléon; il repartira de l'auberge dans la berline de Napoléon.

## Localisation
L'auberge du Roy d'Espagne se situe au no 58 de la rue de Bruxelles, sur le territoire de la commune belge de Genappe dans la province du Brabant wallon.
Elle ne doit pas être confondue avec les auberges du même nom situées sur la place du Petit Sablon et la place de la Vieille Halle aux Blés à Bruxelles, ni avec la Maison du Roi d'Espagne située sur la Grand-Place de Bruxelles.

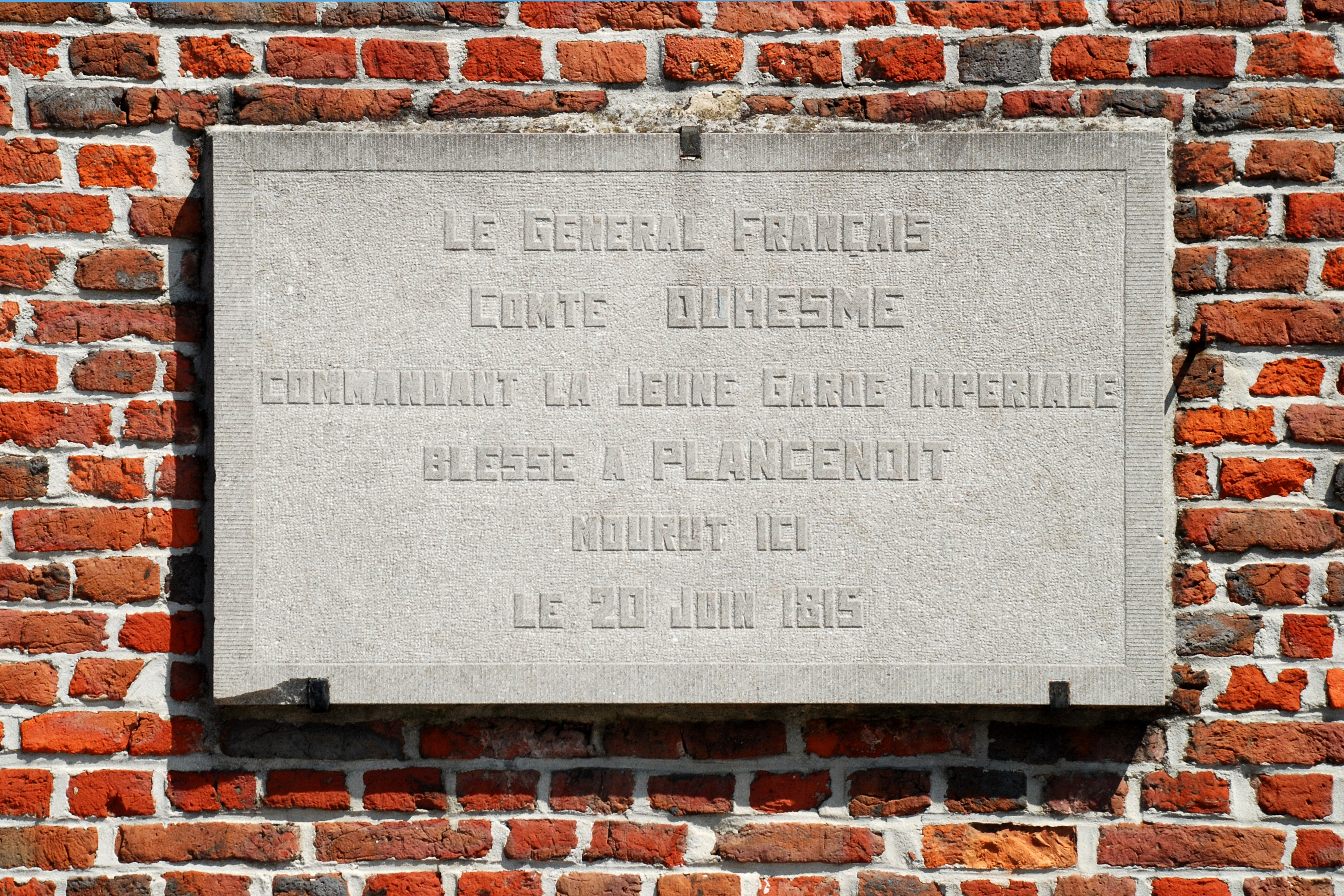
La plaque commémorant la mort du général Duhesme.

## Historique

### Révolution française et époque napoléonienne
L'auberge est entrée dans l'histoire en 1792, lorsque le comte de Provence, futur Louis XVIII, y relaya sur la route de l'exil.
Le 16 juin 1815, le duc de Wellington vint y loger, au soir de la bataille de Quatre-Bras.
Dans la soirée du 17 juin 1815, le prince Jérôme Bonaparte passa la nuit à l'auberge du Roy d'Espagne alors que son frère logeait à la ferme du Caillou.
Le 18 juin 1815 le maréchal Blücher y établit son Q.G.
Le général français Guillaume Philibert Duhesme, commandant de la Jeune Garde gravement blessé à la tête lors des combats de Plancenoit le 18 juin 1815, fut amené par son aide de camp et neveu à l'hôpital de campagne installé dans la Maison du Roi à Plancenoit, puis à celui qui était installé à l'auberge du Roy d'Espagne à Genappe où il expira dans la nuit du 19 au 20 juin 1815, deux jours après la bataille de Waterloo. Sa mort est commémorée par la plaque en pierre bleue apposée sur la façade de l'auberge :

« Le Général Français

Comte Duhesme

Commandant la Jeune Garde Impériale

Blessé à Plancenoit

Mourut Ici

Le 20 juin 1815 »

### Dix-neuvième siècle
En 1827, le général Eugène Duhesme loge à l'auberge pour assister à l'inauguration du mausolée Duhesme érigé à Ways en l'honneur de son père et dont il avait dessiné les plans. Plus tard, sa mère vient à son tour loger à l'auberge pour se recueillir sur le mausolée : à cette occasion, elle rachète les éperons de son mari que l'aide de camp avait laissés en garantie au menuisier qui avait fabriqué le cercueil.

### Commémorations de la bataille de Waterloo
Le 15 juin 1990, à l'occasion du 175e anniversaire de la bataille de Waterloo, le comte Alexandre Walewski, descendant d'Alexandre Colonna Walewski, fils naturel de Napoléon Ier, visite l'auberge du Roy d'Espagne et en signe le livre d'or.
En juin 2015, c'est le comte Lukas Blücher, descendant du Generalfeldmarschall Blücher, qui visite l'auberge à l'occasion du 200e anniversaire de la bataille.

## Architecture

### Architecture extérieure

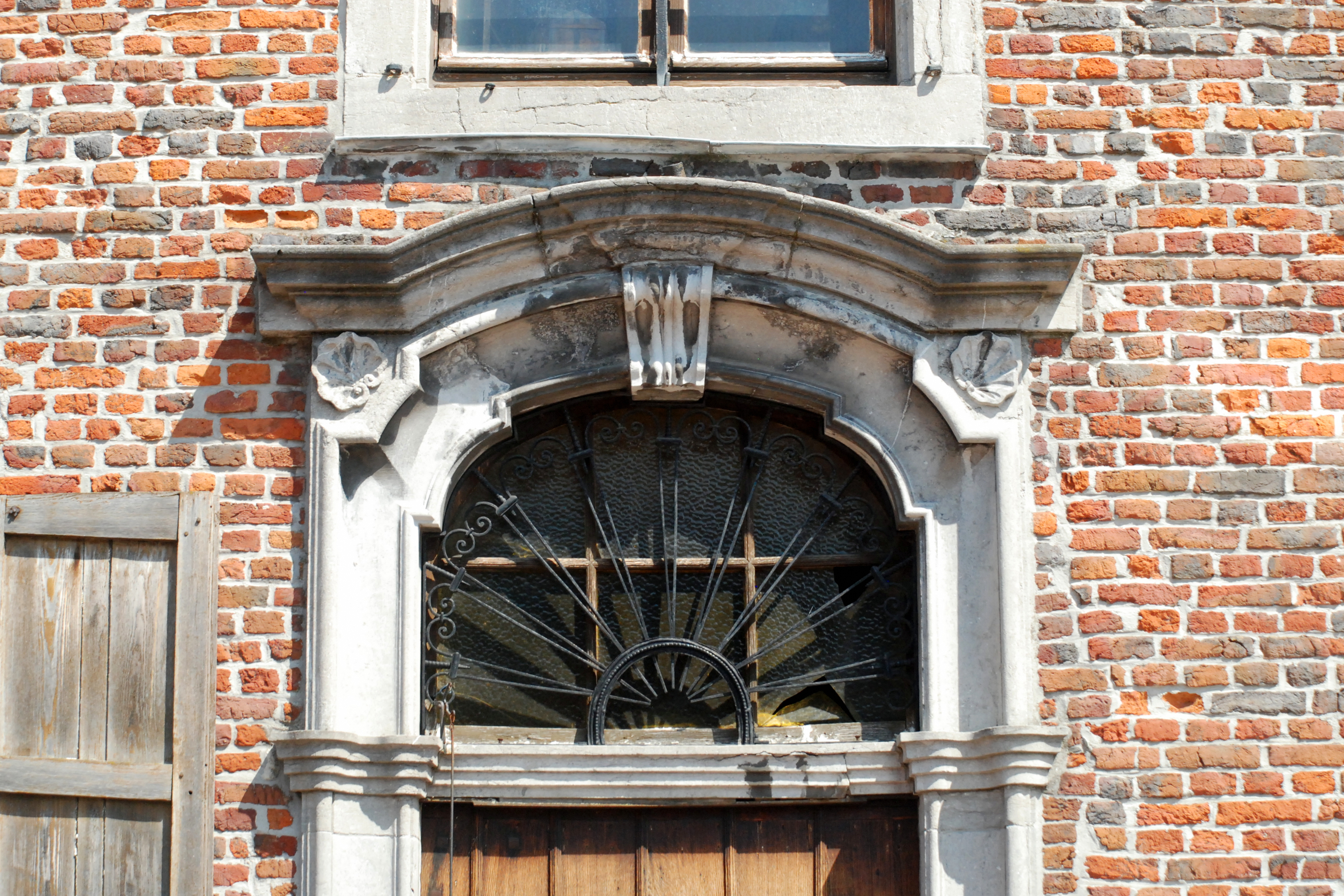
La baie d'imposte.

L'édifice présente une façade de briques de six travées, dont deux travées aveugles, et est couvert d'une toiture en bâtière de tuiles.
La façade est très asymétrique, avec un nombre inégal de baies à gauche et à droite ainsi qu'au rez-de-chaussée et à l'étage.
Les fenêtres possèdent une encadrement massif en pierre bleue (petit granit).
L'accès à l'ancienne auberge se fait par une très belle porte de style Louis XV (rococo) à l'encadrement en pierre bleue élégant. Les piédroits moulurés sont surmontés d'impostes également moulurées et prolongées par le linteau. Le linteau est surmonté d'une baie d'imposte au motif rayonnant en fer forgé. Cette baie est surmontée d'un arc en pierre bleue chantourné, frappé d'une clé d'arc en son centre  et de coquillages aux angles et est sommée d'un puissant larmier.
|  |  |  |

### Architecture intérieure
À l'intérieur, le rez-de-chaussée de l'auberge comporte un couloir et quatre pièces.
À droite, côté rue, on trouve la salle de restaurant, transformée par le propriétaire actuel en un véritable petit musée napoléonien : on y trouve de nombreux objet évoquant cette époque comme une gravure représentant Blücher au moment où il se fait remettre le manteau, l'épée, la longue-vue, les décorations et le chapeau de l'Empereur Napoléon, une vitrine abritant des souvenirs du général Duhesme (dont certains ont été prêtés par la famille du général), des portraits de l'Empereur et des membres de sa famille et un imprimé de la Déclaration des droits de l'Homme.
La partie gauche du rez-de-chaussée, côté rue, est occupée par ce qui était à l'époque le cabaret : son plafond est constitué de beaux voûtains en briques portés par des poutres de chêne.
À l'arrière, on trouve, à droite, la cuisine qui communiquait avec la salle de restaurant par un passe-plat et, à gauche, une chambre où Duhesme est mort d'après le témoignage de son aide de camp.